# Roland Dupree
Roland Dupree, né le 20 septembre 1925 à Fall River dans le Massachusetts et mort le 21 juin 2015 à Albuquerque au Nouveau-Mexique, est un danseur et pédagogue américain.

## Biographie
Roland Dupree commence sa carrière comme danseur de claquettes à 12 ans dans la région de la Nouvelle-Angleterre et notamment à Providence. Ses parents décident de partir pour Hollywood où il suit des cours à la Meglin's Dance School qui forme de nombreux acteurs et danseurs pour le cinéma. Il apparait alors comme figurant dans de nombreuses comédies musicales américaines des années 1940 pour les Studios Universal qui constituent un groupe de jeunes danseurs adolescents nommé les Jivin' Jacks and Jills sous la direction de Donald O'Conner. Quelques années plus tard, Roland Dupree est contacté par les Studios Disney pour jouer le rôle du modèle vivant de Peter Pan afin de pouvoir retranscrire des mouvements réalistes pour le personnage du film de 1953,.
À la fin des années 1950, Roland Dupree monte un trio avec deux danseuses, le Dupree Trio qui se produit dans tout le pays et présente ses chorégraphies inspirées du Jazz West Coast à la télévision. Il ouvre dans les années 1970 la Roland Dupree Dance Academy dans le quartier d'Hollywood à Los Angeles sur la Third Street où ont enseigné notamment Joe Bennett, Carol Connor, Jacqui et Bill Landrum, Joe Tremaine. Le succès de l'académie attire au pic de notoriété 2000 étudiants par semaine pour une trentaine de professeurs qui dispensent des cours de modern-jazz, claquettes, comédie musicale... L'école est vendue vers 1985, et Dupree organise depuis des rassemblements de danse aux États-Unis au sein de la Dupree Dance Expo afin de continuer à diffuser ses méthodes pédagogiques.